# Nick Bailen
Nick Bailen, född 12 december 1989 i Fredonia, New York, är en amerikansk-belarusisk professionell ishockeyspelare som spelar för Växjö Lakers i SHL.

## Klubblagskarriär
Bailen spelade för Bowling Green Falcons (Bowling Green State University) och RPI Engineers (Rensselaer Polytechnic Institute) i NCAA mellan 2008 och 2009 respektive 2010 och 2013. Efter en kort sejour med Rochester Americans i AHL flyttade Bailen över Atlanten och tillbringade säsongen 2013-14 med finska Tappara. Han nådde FM-final med laget och togs även ut i säsongens all star-lag.
Den 13 maj 2014 skrev Bailen på för det vitryska KHL-laget HK Dinamo Minsk. Efter tre säsonger i Minsk skrev Bailen den 21 december 2016 på ett kontrakt med Växjö Lakers i SHL.

## Landslagskarriär
Den 1 december 2014 fick han vitryskt medborgarskap och kunde då enligt IIHF:s regler representera Vitrysslands landslag. Under 2016 gjorde Bailen landslagsdebut för Vitryssland.